# Moses I. Finley
Sir Moses I. Finley CBE (ursprünglich Moses Israel Finkelstein; * 20. Mai 1912 in New York City; † 23. Juni 1986 in Cambridge) war ein US-amerikanischer und britischer Althistoriker.

## Leben
Moses Finkelstein wurde 1912 in New York City als Sohn von Nathan Finkelstein und Anna Katzenellenbogen geboren. Bereits 1927 erwarb er einen Bachelor an der Syracuse University und 1929 einen Master an der Columbia University. Ende der 1930er Jahre änderte er seinen Familiennamen von „Finkelstein“ zu „Finley“.
Obwohl Finley seinen Master in Öffentlichem Recht gemacht hatte, beschäftigten sich doch die meisten seiner Veröffentlichungen mit der Altertumsgeschichte, speziell mit den sozialen und wirtschaftlichen Komponenten des Altertums. Berühmt wurde unter anderem sein einflussreiches Werk The World of Odysseus, in dem er die These vertrat, die Werke Homers böten ein Abbild der Gesellschaftsstrukturen des 9./8. Jahrhunderts v. Chr. und seien kaum als Quelle für einen „Trojanischen Krieg“ der Bronzezeit zu verwenden.
Finley lehrte am Columbia College der Columbia University und dem City College of New York, wo er mit emigrierten Vertretern der Frankfurter Schule zusammentraf. 1952, während der McCarthy-Ära in den USA, wurde Finley von der Rutgers University entlassen, da er sich weigerte, gegen Kollegen auszusagen. Umgekehrt wurde er von Kollegen wie Karl Wittfogel denunziert. 1954 wurde er von Pat McCarrans Sicherheits-Unterausschuss des Senats (SISS) vorgeladen und nach der Mitgliedschaft in der Kommunistischen Partei der USA befragt. Er verweigerte in einer nur 12-minütigen Anhörung unter Berufung auf den 5. Zusatzartikel zur Verfassung der Vereinigten Staaten die Antwort.
Da er in den USA keine Arbeit mehr bekam, ging Finley nach England. Hier unterrichtete er viele Jahre an der University of Cambridge, wo er von 1964 bis 1970 als Dozent für Klassische Sozial- und Wirtschaftsgeschichte am Jesus College und von 1970 bis 1979 als Professor für Alte Geschichte tätig war. Von 1976 bis 1982 war er zudem Master des neugegründeten Darwin College. In England verfasste er auch sein zweites opus magnum The Ancient Economy, dessen Thesen bis heute intensiv diskutiert werden. Zahlreiche seiner Bücher und Essays wurden ins Deutsche übersetzt.
1962 wurde er britischer Staatsbürger und 1971 Mitglied der British Academy. 1979 wurde er von der britischen Königin zum Knight Bachelor geschlagen. Ebenfalls 1979 wurde er in die American Academy of Arts and Sciences aufgenommen.

## Wissenschaftliche Positionen
Finley, der früh mit den Theorien Werner Sombarts, Max Webers und Joseph Schumpeters vertraut wurde und später Seminare von Karl Polanyi besuchte, gilt als Vertreter eines Neo-Primitivismus in der Altertumskunde (als dessen Gegensatz der Modernismus gilt). Er weist die Anwendbarkeit moderner Wirtschaftstheorien auf antike Verhältnisse zurück, benutzte jedoch in seiner Darstellung moderne ökonomische Termini.
In seinem Werk Ancient Economy (2. Aufl. 1985) postuliert er, dass sich die antiken Oberschichten nicht aktiv an der Wirtschaft beteiligten und sich auf ihr Bodeneigentum beschränkten. Der Landhandel sei eher unbedeutend gewesen, die Sklavenarbeit war für alle Bereiche fundamental. Ein Konzept oder Begriff von „Arbeit“ sei nicht vorhanden gewesen. Die Subsistenzherrschaft ohne Marktorientierung und Produktivitätssteigerung habe dominiert. Alle Entscheidungen seien politisch-sozial, nicht wirtschaftlich fundiert gewesen. Das Fehlen einer systematisch-berechnenden Vorgehensweise der Landbesitzer wird von Finley mit dem Fehlen dessen gleichgesetzt, was Max Weber ökonomische Rationalität nannte. Auch sei die antike Stadt im Wesentlichen eine Konsumentenstadt gewesen. Seit den 1990er Jahren werden diese Positionen, die von fast der gesamten Cambridge-Schule geteilt wurden, zunehmend in Frage gestellt.
Kritiker nehmen an, dass Finley aufgrund eines Missverständnisses des methodischen Konzepts des Idealtypus auch Webers Verständnis der antiken Wirtschaft in die Nähe der Neo-Primitivisten gerückt habe. Auch sei Finleys Verständnis der antiken Polis durch seine eigenen negativen Erfahrungen mit der amerikanischen Demokratie geprägt.

## Zitate
- „Löscht alle Schulden und verteilt das Land neu!“ (das einzige und immer wiederkehrende revolutionäre Programm der Antike)[4]

## Schriften (Auswahl)
- The World of Odysseus. 1954.
  - deutsche Ausgabe: Die Welt des Odysseus. Übersetzt von Anna Elisabeth Berve-Glauning. Wissenschaftliche Buchgesellschaft, Darmstadt 1968; Neuausgabe: Campus-Verlag, Frankfurt am Main 2005, ISBN 3-593-37860-4.
- The Ancient Greeks. 1963
  - deutsche Ausgabe: Die Griechen. C.H. Beck, München, 2., durchgesehene Aufl. 1983, ISBN 3-406-06288-1.
- Aspects of Antiquity. 1968.
- Early Greece: The Bronze and Archaic Ages. 1970.
  - deutsche Ausgabe: Die frühe griechische Welt. C.H. Beck, München 1982, ISBN 3-406-08644-6.
- The Ancient Economy. 1973.
  - deutsche Ausgabe: Die antike Wirtschaft dtv, München, 3., durchgesehene und erweiterte Aufl. 1993, ISBN 3-423-04277-X.
- Democracy ancient and modern. 1973.
  - deutsche Ausgabe: Antike und moderne Demokratie. Reclam, Stuttgart, zuletzt 1988, ISBN 3-15-009966-8.
- (als Herausgeber): Atlas der Klassischen Archäologie. List, München 1979, ISBN 3-471-77517-X (engl. Originalausgabe 1977)
- Ancient Slavery and Modern Ideology. 1980.
  - deutsche Ausgabe: Die Sklaverei in der Antike. C.H. Beck, München 1981, ISBN 3-406-08132-0; Neuausgabe: Fischer Taschenbuch, Frankfurt am Main 1985, ISBN 3-596-24352-1.
- Politics in the Ancient World. 1983.
  - deutsche Ausgabe: Das politische Leben in der antiken Welt. C.H. Beck, München 1986, ISBN 3-406-31056-7; Neuausgabe: dtv, München 1991, ISBN 3-423-04563-9.
- Ancient History: Evidence and Models. 1985.
  - deutsche Ausgabe: Quellen und Modelle in der Alten Geschichte. Fischer Taschenbuch, Frankfurt am Main 1987, ISBN 3-596-27373-0.
- mit Denis Mack Smith, Christopher Duggan: Geschichte Siziliens und der Sizilianer. C.H. Beck, München, 4. Auflage 2010, ISBN 978-3-406-61258-9.